# Голохвастов Дмитро Павлович
Дмитро́ Па́влович Голохва́стов (рос. Дмитрий Павлович Голохвастов; 10 листопада 1796, Москва — 21 січня 1849, там же) — російський державний діяч, письменник, історик, археограф, куратор Московського навчального округу (1847), президент Московського товариства натуралістів (1847), почесний член Московського університету (1848), таємний радник (1849). Двоюрідний брат відомого письменника Олександра Герцена, батько слов'янофіла та історика Павла Голохвастова. Був одним із власників історичної садиби Покровське-Рубцово, вніс вагомий внесок у розвиток російського рисистого конярства.

## Життєпис

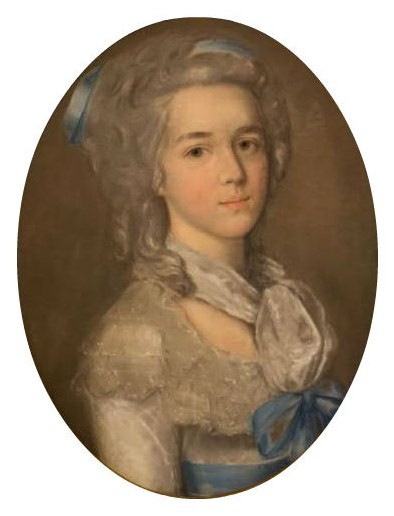
Мати Єлизавета Олексіївна.

Народився 10 листопада 1796 року в московській аристократичній родині. Його батько, Павло Іванович, належав до старшої гілки дворянського роду Голохвастових, обіймав посаду дійсного статського радника. У другому шлюбі він був одружений із матір'ю Дмитра — Єлизаветою Олексіївною Голохвастовою, уродженою Яковлєвою.
Дитинство Д. П. Голохвастова пройшло у Москві. Він отримав якісну домашню освіту, його вчителями були професори Московського університету. Вже у п'ятнадцятирічному віці майбутній історик почав працювати в московському архіві Колегії іноземних справ. У 1817 році здав кандидатський іспит в Московському університеті, що давало йому право на чин колезького асесора.
Після смерті батька у 1822 році він успадкував підмосковну садибу Покровське-Рубцово з прилеглими присілками. Його статки включали 660 десятин землі та 284 кріпака. Надалі він вміло керував спадщиною, облаштований ним кінний завод був одним з найкращих у Росії. Одружившись із Надією Володимирівною Новосильцевою, мав трьох синів і дочку. Найстарший з його нащадків пішов стопами батька і також став письменником та істориком.
9 листопада 1831 року Д. П. Голохвастов обійняв посаду помічника куратора Московського навчального округу, на якій пропрацював до 1847 року. На цій посаді він часто заміщав куратора (до 1935 — С. М. Голіцина, у 1835—1847 — С. Г. Строганова) за його відсутності. У 1847 році Строганова змусили подати у відставку, за його рекомендацією новим куратором був призначений Д. П. Голохвастов.
Обіймаючи цю посаду, він одночасно став головувати у Московському цензурному комітеті. В 1840-х роках зацікавився російською історією, неодноразово публікував статті з цього питання в навчально-літературному журналі «Москвитянин». 1847 року був обраний також і президентом Московського товариства натуралістів, а в 1848 став почесним членом Московського університету. Через поганий стан здоров'я в 1849 році Д. П. Голохвастов подав у відставку, а вже 21 січня того ж року помер.

## Діяльність
Д. П. Голохвастов був типовим службовцем державного апарату Російської імперії. Сучасники характеризували його як сумлінного, але строгого виконавця, реакціонера, що часто ставився до своїх обов'язків із формалістською точністю.
На посаді помічника куратора Московського навчального округу він опікувався студентами вишів, контролював читання лекцій, головував на випускних іспитах. За спогадами С. М. Соловйова, в Московському університеті особа Д. П. Голохвастова «втілювала гонор, напруженість, формалізм; це була фігура гарного, ставного квартального, який усвідомлює своє високе значення на публічному гулянні перед натовпом черні». В цьому закладі існувала практика оплати державою певної частки навчальних місць, на які приймали найсумлінніших студентів. Для того, щоб підвищити дисципліну в лавах тих, хто навчався власним коштом, Д. П. Голохвастов висловив ідею створення гуртожитку для останніх. Хоча реалізувати її не вдалося, однак очолюваний ним у 1833—1837 роках Будівничий комітет був причетний до появи нового Аудиторного корпусу університету. Показово, що Д. П. Голохвастов не обмежився цими досягненнями й висловив також бажання увійти до Правління і Ради Московського університету. Після вимушеної відставки свого керівника С. Г. Строганова новий куратор старанно виконував отриманий зверху наказ щодо запобігання будь-яким «громадським маніфестаціям», оскільки студенти сприйняли цю кадрову зміну негативно. Його ревність була настільки великою, що Д. П. Голохвастов наказав заарештувати навіть тих, хто просто уклав прощальний адрес його попереднику. Накази що дотримання дисципліни в студентському середовищі він отримував особисто від царя Миколи I і в останні роки свого керівництва.
В історико-літературній царині Д. П. Голохвастов відзначився кількома науковими статтями, які спочатку надрукували у журналі «Москвитянин», а згодом видали окремо. Серед них такі як «Зауваження щодо облоги Троїцької лаври» (1842), «Голос на захист російської мови» (1845), а також перше видання «Домостроя» та «Акти о Голохвастових». Втім, і тут його погляди часто набували реакційного відтінку. Наприклад, як голова Московського цензурного комітету 12 грудня 1841 року Д. П. Голохвастов вимагав від письменника М. В. Гоголя змінити назву його відомого твору «Мертві душі»: «Ні, цього я ніколи не дозволю: душа буває безсмертною; мертвої душі не може бути, автор озброюється проти безсмертя!»
Єдиною галуззю, де його діяльність мала суто позитивні наслідки, було конярство. Д. П. Голохвастов захопився, як і багато його сучасників, рисистими змаганнями. На біги він виставляв коней власного заводу, особливо прихильним був до вітчизняної російської породи — орловських рисаків. Так, жеребця Бичка заводу В. І. Шишкіна, Д. П. Голохвастов придбав негайно після встановлення ним рекорду за величезну суму — 36 тисяч рублів. Завдяки селекційній програмі у новому заводі Бичок залишив численне і якісне потомство, серед його нащадків було чимало переможців змагань. Таким чином, Д. П. Голохвастов стояв біля джерел орловської породи.

## Пам'ять
Двоюрідний брат Д. П. Голохвастова відомий російський письменник О. І. Герцен з теплотою згадував про свого родича на сторінках книги «Бувале і думи». Відомості щодо діяльності Д. П. Голохвастого на посаді куратора навчального округу містяться також і в книзі російського історика С. М. Соловйова «Мої нотатки для дітей моїх, а якщо можна, і для чужих».
Український письменник М. П. Старицький написав п'єсу «За двома зайцями». Один з її героїв, Свирид Голохвостий, видає себе за нащадка роду Голохвастових. В його портреті точно відтворені риси Дмитра Павловича — поєднання гарної зовнішності зі світськими манерами та зверхністю.